# Communauté de communes des Collines du matin
La communauté de communes des Collines du matin est une ancienne communauté de communes française, située dans le département de la Loire et la région Auvergne-Rhône-Alpes.

## Composition
Elle est composée des communes suivantes :
| Nom                     | Code Insee | Gentilé      | Superficie (km2) | Population (dernière pop. légale) | Densité (hab./km2) |
| ----------------------- | ---------- | ------------ | ---------------- | --------------------------------- | ------------------ |
| Panissières (siège)     | 42165      | Panissièrois | 26,71            | 2 935 (2014)                      | 110                |
| Cottance                | 42073      | Cottançois   | 13,55            | 689 (2014)                        | 51                 |
| Essertines-en-Donzy     | 42090      | Essertinois  | 6,97             | 492 (2014)                        | 71                 |
| Jas                     | 42113      | Jaséens      | 6,22             | 223 (2014)                        | 36                 |
| Montchal                | 42148      | Montchaliens | 8,84             | 503 (2014)                        | 57                 |
| Rozier-en-Donzy         | 42193      | Rozierois    | 9,51             | 1 436 (2014)                      | 151                |
| Saint-Barthélemy-Lestra | 42202      | Godelons     | 11,06            | 673 (2014)                        | 61                 |
| Saint-Martin-Lestra     | 42261      |              | 16,33            | 892 (2014)                        | 55                 |

## Sources
- Le SPLAF (Site sur la Population et les Limites Administratives de la France)
- La base ASPIC